# Waaierzanger
De waaierzanger (Basileuterus lachrymosus; synoniem: Euthlypis lachrymosa) is een zangvogel uit de familie Parulidae (Amerikaanse zangers).

## Verspreiding en leefgebied
Deze soort telt 3 ondersoorten:
- B. l. tephrus: westelijk Mexico.
- B. l. schistaceus: zuidwestelijk Mexico.
- B. l. lachrymosus: van zuidelijk Mexico tot Nicaragua.